# Бохоркес, Эрнандо
Эрнандо Бохоркес Санчес (исп. Hernando Bohórquez Sánchez, род. 22 июня 1992, Умбита, Колумбия) — колумбийский профессиональный шоссейный велогонщик, выступающий с 2019 года за команду мирового тура «Astana Pro Team».

## Выступления
2012
1-й на этапах 2 и 5 — Вуэльта Колумбии U-23
7-й — Чемпионат мира среди молодёжи в групповой гонке
2013
3-й — Чемпионат Колумбии среди молодёжи в индивидуальной гонке
5-й — Чемпионат Панамерики среди молодёжи в групповой гонке
2014
3-й — Чемпионат Колумбии среди молодёжи в групповой гонке
3-й  — Чемпионат Панамерики среди молодёжи в групповой гонке
3-й — Vuelta al Valle del Cauca
1-й на этапе 5
3-й — Вуэльта Колумбии U-23
7-й — Чемпионат мира среди молодёжи в групповой гонке
2015
2-й — Clásica de El Carmen de Viboral
3-й — Чемпионат Колумбии в индивидуальной гонке
3-й — Vuelta a Cundinamarca
1-й в Прологе
3-й — Clásica de Rionegro
2018
2-й — Тур озера Цинхай

## Статистика выступлений

### Чемпионаты
| Соревнование       | Соревнование    | 2015 | 2016 | 2017 | 2018 | 2019 |
| ------------------ | --------------- | ---- | ---- | ---- | ---- | ---- |
| Чемпионаты мира    | Индивидуальная  | —    | —    | —    | —    |      |
| Чемпионаты мира    | Групповая гонка | —    | —    | —    | —    |      |
| Чемпионат Колумбии | Индивидуальная  | 3    | —    | —    | 17   | —    |
| Чемпионат Колумбии | Групповая гонка | 43   | —    | —    | 20   | 45   |

### Гранд-туры
| Гонка           | 2017 | 2018 | 2019 |
| --------------- | ---- | ---- | ---- |
| Джиро д'Италия  | —    | —    |      |
| Тур де Франс    | —    | —    |      |
| Вуэльта Испании | 93   | —    |      |

| —  | Не участвовал  |
| НФ | Не финишировал |